# 1954

## Събития
- 20 юни – Официално е открит за експлоатация Дунав мост, свързващ България и Румъния.
- Наблюдавано Полярно сияние във Варна.
- Написан е романът „Повелителят на мухите“ на Уилям Голдинг.
- 4 март – Тодор Живков става секретар на БКП
- 5 септември – Самолетът при полет 633 на KLM се разбива в река Шанън, Шанън, Ирландия и убива 28 души.

## Родени
- Георги Димов, български художник
- Данаи Магдалини Куманаку, гръцки дипломат
- Йогеш Мехта, индийски мениджър
- Панделис Савидис, гръцки журналист
- Стефан Стоянов, български дипломат
- Стивън Хасан, американски психолог
- Юлиана Николова, български политик

### Януари
- 6 януари – Антъни Мингела, британски режисьор († 2008 г.)
- 10 януари – Такаши Мацуока, американски писател
- 12 януари – Хауърд Стърн, американски радио-водещ и актьор
- 18 януари – Валентин Михов, български футболен деятел
- 19 януари – Синди Шърман, американска фотографка и режисьорка
- 21 януари
  - Христина Христова, български политик
  - Камелия Тодорова, българска певица и киноактриса
- 29 януари
  - Греди Асса, български художник
  - Опра Уинфри, американска телевизионна водеща

### Февруари
- 3 февруари – Савас Цитуридис, гръцки политик
- 4 февруари – Елисавета Вълчинова-Чендова, български музиколог
- 11 февруари – Джон Байърли, американски дипломат
- 15 февруари – Мат Грьонинг, аниматор
- 16 февруари – Иън Банкс, шотландски писател († 2013 г.)
- 17 февруари
  - Доста Димовска, поетеса и политик
  - Рене Русо, американска актриса и модел
- 18 февруари – Джон Траволта, американски актьор
- 19 февруари – Сократес, бразилски футболист († 2011 г.)
- 23 февруари
  - Борислав Китов, български политик
  - Виктор Юшченко, украински политик

### Март
- 3 март – Теньо Минчев, български футболист
- 4 март – Франсоа Фийон, Министър-председател на Франция
- 6 март – Джоуи Демайо, американски баскитарист
- 16 март – Иван Дяков, български фолклорен певец
- 20 март – Кристоф Рансмайр, австрийски писател
- 29 март – Ахмед Доган, български политик
- 31 март – Тодор Атанасов, български футболист

### Април
- 1 април – Джанкарло Антоньони, италиански футболист
- 2 април – Драгомир Окука, футболен треньор
- 5 април – Борис Комитов, български геофизик и астроном
- 7 април – Джеки Чан, китайски актьор
- 9 април
  - Арнолд Щадлер, немски писател
  - Денис Куейд, американски актьор
- 12 април – Джон Кракауер, американски писател и алпинист
- 14 април – Брус Стърлинг, американски писател
- 17 април – Рикардо Патрезе, италиански пилот от Формула 1
- 21 април – Мая Оджаклиевска, северномакедонска и сръбска певица
- 23 април
  - Майкъл Мур, американски режисьор и продуцент
  - Ксения Еркер, хърватска певица
- 26 април – Силвия Кацарова, българска певица
- 27 април – Александър Томов, български политик
- 29 април – Масааки Сузуки, японски диригент

### Май
- 2 май – Елиът Голдентал, американски филмов композитор
- 11 май – Любомир Стойков, български журналист и културолог
- 14 май
  - Георги Минчев, български футболист
  - Карл-Маркус Гаус, австрийски писател
- 19 май – Фил Ръд, австралийски музикант
- 22 май
  - Анатол Петренку, молдовски историк и политик
  - Шуджи Накамура, американско-японски физик и инженер, Нобелов лауреат
- 23 май – Бойко Станкушев, български журналист
- 24 май – Райналд Гьоц, немски писател
- 26 май – Ерих Хакл, австрийски писател
- 28 май – Мариана Димитрова, българска актриса

### Юни
- 5 юни – Нико Макбрейн, британски барабанист
- 8 юни
  - Кирил, Варненски и Великопреславски митрополит († 2013 г.)
  - Филип Беке, белгийски дипломат
- 15 юни – Даниял Ахметов, политик от Казахстан
- 19 юни – Катлийн Търнър, американска актриса
- 20 юни – Георги Бонев, български футболист
- 24 юни – Ойген Руге, немски писател

### Юли
- 9 юли – Виктор Янукович, украински политик
- 13 юли – Бойко Ноев, български политик
- 15 юли – Илиян Алдев, български футболист
- 17 юли
  - Ангела Меркел, германски политик
  - Джоузеф Майкъл Стразински, американски сценарист, писател, продуцент
  - Юрген Розентал, немски барабанист
- 28 юли
  - Уго Чавес, венецуелски политик и президент на Венецуела († 2013 г.)
  - Стийв Морз, американски китарист

### Август
- 3 август – Георги Иванов, кмет на Община Хасково
- 11 август – Ивайло Мирчев, български художник
- 16 август – Джеймс Камерън, канадски режисьор, сценарист и продуцент
- 18 август – Владимир Висоцки, командващ Северния флот на Русия
- 22 август – Владимир Кюрчев, български художник от Украйна
- 24 август – Константа Тимчева, български онколог
- 25 август
  - Бруно Мансер, швейцарски общественик
  - Светозар Светозаров, български футболист
- 27 август – Петър Величков, български литературен историк
- 28 август – Кристиян Бояджиев, български композитор
- 30 август – Александър Лукашенко, първи президент на Република Беларус

### Септември
- 1 септември – Филип Вуянович, политик и президент на Черна гора (2003 – )
- 3 септември – Людмил Бонев, български скулптор
- 5 септември – Добромир Енчев, български химик
- 9 септември – Волен Николаев, български поет и текстописец
- 15 септември – Хрант Динк, арменски писател и журналист
- 16 септември – Сашо Роман, български попфолк певец
- 18 септември – Стивън Пинкър, канадски психолог и лингвист
- 21 септември – Николай Курбанов, български футболист
- 23 септември – Иван Сосков, български математик († 2013 г.)
- 24 септември – Марко Тардели, италиански футболист и треньор
- 25 септември – Хуанде Рамос, испански футболист и треньор по футбол

### Октомври
- 1 октомври – Владимир Уручев, български политик
- 3 октомври – Стиви Рей Вон, американски блус китарист
- 6 октомври – Димитър Туджаров – Шкумбата, български шоумен
- 8 октомври – Майкъл Дудикоф, американски актьор
- 9 октомври – Маргарита Пайкова, български журналист и писател
- 11 октомври – Воислав Шешел, сръбски политик
- 13 октомври – Мордехай Вануну, израелски ядрен техник
- 15 октомври – Скот Бакула, американски актьор
- 16 октомври – Вера Чейковска, поетеса от Република Македония
- 22 октомври – Любомир Начев, български политик
- 23 октомври – Улрих Щайн, германски футболист
- 28 октомври – Кирил Варийски, български актьор

### Ноември
- 1 ноември – Димитър Ефремов, български футболист
- 6 ноември – Манго, италиански певец и автор на песни († 2014 г.)
- 14 ноември – Яни, гръцки композитор и пианист
- 15 ноември – Александър Квашневски, полски политик и президент на Полша
- 18 ноември – Кристоф Вилхелм Айгнер, австрийски писател
- 20 ноември – Тодор Марев, български футболист
- 23 ноември – Рос Браун, автомобилен дизайнер
- 24 ноември – Емир Кустурица, босненски режисьор

### Декември
- 2 декември – Славка Калчева, българска народна певица
- 7 декември – Румяна Коцева, българска поп и джаз певица
- 10 декември – Любомир Михайловски, политик и юрист
- 18 декември – Улрих Рот, немски китарист и композитор
- 23 декември – Владимир Шомов, български режисьор, художник и аниматор
- 31 декември – Херман Тилке, германски инженер

## Починали
- Йордан Мечкаров, български журналист
- Панайот Георгиев, български политик
- 4 януари – Димитър Папрадишки, български иконописец
- 16 януари – Михаил Пришвин, руски писател (р. 1873 г.)
- 20 януари – Яни Попов, български революционер
- 25 януари – Дамян Велчев, български политик (р. 1883 г.)
- 2 февруари – Трифон Кунев, български поет и фейлетонист
- 12 февруари – Дзига Вертов, руски режисьор
- 10 март – Чавдар Мутафов, български писател (р. 1889 г.)
- 21 март – Никола Бакърджиев, български военен деец
- 23 март – Христо Несторов, български анархист
- 30 март – Иван Дипчев, български военен деец
- 19 април
  - Методи Попов, български биолог (р. 1881 г.)
  - Методий Попов, български биолог
- 29 април – Леон Жуо, френски профсъюзен деятел
- 2 май – Николай Райнов, български писател (р. 1889 г.)
- 15 май – Атанас Буров, български политик (р. 1875 г.)
- 7 юни – Алън Тюринг, британски учен (р. 1912 г.)
- 13 юли – Фрида Кало, мексиканска художничка
- 14 юли – Хасинто Бенавенте, испански драматург
- 20 юли – Елеонора Крюгер,
- 3 август – Колет, френска писателка
- 8 септември – Андре Дерен, френски художник
- 5 октомври – Флор Алпертс, белгийски композитор
- 27 октомври – Франко Алфано, италиански композитор и пианист
- 3 ноември – Анри Матис, френски художник
- 22 ноември – Андрей Вишински, юрист и дипломат
- 30 ноември – Вилхелм Фуртвенглер, германски диригент
- 19 декември – Виктор Абакумов, съветски офицер (р. 1908 г.)

## Нобелови награди
- Физика – Макс Борн, Валтер Боте
- Химия – Лайнъс Полинг
- Физиология или медицина – Джон Ендърс, Томас Уелър, Фредерик Робинс
- Литература – Ърнест Хемингуей
- Мир – Върховен комисариат на ООН за бежанците

## Филдсов медал
Кунихико Кодаира, Жан-Пиер Сер
Вижте също:
- календара за тази година